# 27e Europese Filmprijzen
De 27e uitreiking van de Europese Filmprijzen (European Film Awards) waarbij prijzen werden uitgereikt in verschillende categorieën voor Europese films vond plaats op 13 december 2014 in Riga. De ceremonie werd gepresenteerd door Thomas Herrmanns. 
De prijs voor de hele carrière (Lifetime Achievement Award) ging naar Agnès Varda en Steve McQueen werd gevierd voor zijn bijdrage aan de wereldcinema (European Achievement in World Cinema award). De European Co-Production Award - Prix Eurimages ging naar Ed Guiney.

## Nominaties en winnaars
De nominaties werden op 8 november 2014 bekendgemaakt.

### Beste film
- Ida
  - Turist (Force Majeure)
  - Leviathan
  - Nymphomaniac Director’s Cut – Vol. I & II
  - Kış uykusu (Winter Sleep)

### Beste regisseur
- Paweł Pawlikowski — Ida
  - Nuri Bilge Ceylan — Kış uykusu
  - Steven Knight — Locke
  - Paolo Virzi — Il capitale umano
  - Andrej Zvjagintsev — Leviathan
  - Ruben Östlund — Turist

### Beste actrice
- Marion Cotillard — Deux jours, une nuit
  - Marian Álvarez — La herida
  - Valeria Bruni Tedeschi — Il capitale umano
  - Charlotte Gainsbourg — Nymphomaniac Director’s Cut – Vol. I & II
  - Agata Kulesza — Ida
  - Agata Trzebuchowska — Ida

### Beste acteur
- Timothy Spall — Mr. Turner
  - Brendan Gleeson — Calvary
  - Tom Hardy — Locke
  - Aleksei Serebrjakov — Leviathan
  - Stellan Skarsgård — Nymphomaniac Director’s Cut – Vol. I & II

### Beste scenario
- Paweł Pawlikowski en Rebecca Lenkiewicz — Ida
  - Nuri Bilge Ceylan en Ebru Ceylan — Kış uykusu
  - Jean-Pierre Dardenne en Luc Dardenne — Deux jours, une nuit
  - Steven Knight — Locke
  - Andrej Zvjagintsev en Oleg Negin — Leviathan

### Beste cinematografie
- Lukasz Zal en Ryszard Lenczewski – Ida

### Beste montage
- Justin Wright – Locke

### Beste productieontwerp
- Claus-Rudolf Amler – Das finstere Tal

### Beste kostuums
- Natascha Curtius-Noss – Das finstere Tal

### Beste filmmuziek
- Mica Levi – Under the Skin

### Beste geluid
- Joakim Sundström – Starred Up

### Beste filmkomedie
- La mafia uccide solo d'estate
  - Carmina y Amèn
  - Le week-end

### Beste documentaire
- Master of the Universe
  - Just the Right Amount of Violence
  - Of Men and War
  - Sacro gra
  - Waiting for August
  - We Come As Friends

### Beste animatiefilm
- L'arte della felicità
  - Jack et la mecanique du cœur
  - Minuscule - la vallée des fourmies perdues

### Beste debuutfilm(Prix Fipresci)
- The Tribe
  - 10.000 km
  - '71
  - Party Girl
  - La herida (Wounded)

### Beste kortfilm
- The Chicken
  - Panique au village: la buche de noel
  - Daily Bread
  - Dinola
  - Hätäkutsu
  - Pequeño bloque de celento con pelo alborotado conteniendo el mar
  - Pride
  - Shipwreck
  - Ich hab noch auferstehunf
  - Lato 2014
  - Taprobana
  - The Chimera of M.
  - The Missing Scarf
  - Fal
  - Hvalfjord

### Publieksprijs(People’s Choice Award)
- Ida
  - Nymphomaniac Director’s Cut – Vol. I & II
  - Hundraåringen som klev ut genom fönstret och försvann
  - La Belle et la Bête
  - Deux jours, une nuit
  - Philomena

### Young Audience Award
- Spijt!
  - MGP Missionen (The Contest: To the Stars and Back)
  - Ostwind - Zusammen sind wir frei